# Wilbrod Chabrol
François-Wilbrod Chabrol (Párizs, 1835. november 7. – Le Vésinet, 1919. augusztus 2.) francia építész. A Képzőművészeti Főiskolán (École des Beaux-Arts) végezte tanulmányait, 1862-ben elnyerte a Római Díjat. 1875. március 30-án egyházkerületi építésszé nevezték ki Tulle-ben. A Palais Royal és az állami tanács építésze volt. Számos polgári épület és palota fűződik a nevéhez. A budapesti Margit híd építészeti díszítményeit is ő készítette.